# You Can't Win, Charlie Brown
You Can't Win, Charlie Brown (Portugal, 2009), é uma banda portuguesa de rock de Lisboa.

## História
A banda You Can't Win, Charlie Brown, inicialmente composta por apenas 4 elementos, surgiu em Lisboa, em 2009.  Na altura o tema Sad Song integrou a colectânea Novos Talentos FNAC.  A banda já tocou em vários dos principais festivais de música portuguesa e em festivais internacionais como South By Southwest e The Great Escape. 
Em 2023, fizeram parte da lista de compositores convidados pela RTP para o Festival da Canção, no qual participaram com o tema Contraste Mudo. 
Actualmente a banda é formada por Afonso Cabral, David Santos (também conhecido como Noiserv), Pedro Branco, Salvador Menezes, João Gil (Diabo na Cruz) e Tomás Sousa. 

## Reconhecimento
O álbum Marrow de 2016, alcançou o primeiro lugar nas tabelas de vendas de álbuns portuguesas. 
O album Âmbar foi considerado pela Altamont e a Antena 3 como um dos melhores de 2022.  

## Discografia
Entre a sua discografia encontram-se os discos: 
- 2010 - You Can’t Win, Charlie Brown, EP

- 2011 - Chromatic
- 2014 - Diffraction/Refraction
- 2016 - Marrow
- 2022 - Âmbar [14]

## Ligações Externas
- Festival da RTP da Canção |Tema Constraste Mudo por  You Can't Win Charlie Brown (2023)
- Antena 3 | Entrevista à banda You Can't Win, Charlie Brown (2016)